# 1197
| [ Edytuj tabelę ]                |                                                                 |
| Książę Małopolski                | - 1194 Leszek Biały 1198                                        |
| Książę Wielkopolski              | - 1182 Mieszko III Stary 1202                                   |
| Król Angkoru                     | - 1181 Dżajawarman VII 1218                                     |
| Król Anglii                      | - 1189 Ryszard I Lwie Serce 1199                                |
| Król Aragonii i hrabia Barcelony | - 1196 Piotr II Katolicki 1213                                  |
| Książę Bawarii                   | - 1183 Ludwik I 1231                                            |
| Margrabia Brandenburgii          | - 1184 Otto II 1205                                             |
| Książę Burgundii                 | - 1192 Eudes III 1218                                           |
| Cesarz Bizancjum                 | - 1195 Aleksy III Angelos 1203                                  |
| Car Bułgarii                     | - 1196 Teodor-Piotr 1197 - 1197 Kałojan 1207                    |
| Cesarz Chin                      | - 1194 Song Ningzong 1224                                       |
| Władca Cypru                     | - 1194 Amalryk II 1205                                          |
| Książę Czech                     | - 1193 Władysław III Henryk 1197 - 1197 Przemysł Ottokar I 1198 |
| Król Danii                       | - 1182 Kanut VI 1202                                            |
| Władca Egiptu                    | - 1193 Al-Aziz Usman 1198                                       |
| Cesarz Etiopii                   | - 1189 Gebre Meskel 1229                                        |
| Król Francji                     | - 1180 Filip II August 1223                                     |
| Król Gruzji                      | - 1184 Tamara 1213                                              |
| Hrabia Holandii                  | - 1190 Dirk VII 1203                                            |
| Cesarz Japonii                   | - 1183 Go-Toba 1198                                             |
| Kalif                            | - 1180 An-Nasir 1225                                            |
| Król Kastylii                    | - 1158 Alfons VIII Szlachetny 1214                              |
| Patriarcha Konstantynopola       | - 1191 Jerzy II Ksyfilin 1198                                   |
| Władca Korei                     | - 1170 Myŏngjong 1197 - 1197 Sinjong 1204                       |
| Król Leónu                       | - 1188 Alfons IX 1230                                           |
| Kalif Maroka                     | - 1184 Jakub al-Mansur 1199                                     |
| Król Nawarry                     | - 1194 Sanczo VII 1234                                          |
| Król Norwegii                    | - 1177 Sverre Sigurdsson 1202                                   |
| Hrabia Palatynatu                | - 1195 Henryk V z Welf 1211                                     |
| Papież                           | - 1191 Celestyn III 1198                                        |
| Król Portugalii                  | - 1185 Sancho I 1211                                            |
| Sułtan Rumu                      | - 1196 Sulajman II 1204                                         |
| Książę Rusi halickiej            | - 1189 Włodzimierz II 1199                                      |
| Książę Saksonii                  | - 1180 Bernard III 1212                                         |
| Król Szkocji                     | - 1165 Wilhelm I 1214                                           |
| Król Szwecji                     | - 1196 Swerker II Młodszy 1208                                  |
| Doża Wenecji                     | - 1192 Enrico Dandolo 1205                                      |
| Król Węgier                      | - 1196 Emeryk 1204                                              |

Rok 1197 / MCXCVII
stulecia: XI wiek ~
XII wiek ~
XIII wiek

lata: 1187 «
1192 «
1193 «
1194 «
1195 «
1196 «
1197
» 1198
» 1199
» 1200
» 1201
» 1202
» 1207

## Wydarzenia w Polsce
- Pietro Capuano, legat papieski, nakazał w Polsce stosować kościelną formę zawierania małżeństwa.

## Wydarzenia na świecie
- 23 czerwca – Władysław III Henryk został księciem Czech.
- 6 grudnia – książę Czech Władysław III Henryk abdykował na rzecz swego starszego brata Przemysła Ottokara I.
- Kałojan został carem Bułgarii[1].

## Urodzili się
- Agnieszka z Asyżu, włoska klaryska, święta katolicka, siostra św. Klary (zm. 1253)
- Ibn al-Sa‘i, irakijski historyk i pisarz (zm. 1276)
- Mikołaj Paglia, włoski dominikanin, błogosławiony katolicki (zm. 1256)
- Ryszard de Wyche, biskup Chichester, święty katolicki (zm. 1253)

## Zmarli
- 10 września – Henryk z Szampanii, hrabia Szampanii i król Jerozolimy (ur. 1166)
- 28 września – Henryk VI Hohenstauf, cesarz rzymski i król Sycylii (ur. 1165)